# 庫克氏龍紋鱝
庫克氏龍紋鱝（學名：Rhynchobatus cooki），又稱庫克氏尖犁頭鰩，為軟骨魚綱犁頭鰩目圓犁頭鰩科尖犁頭鰩屬的其中一種，種名以鯊魚漁業生物學家、鯊魚保育領域的領導者西德尼·庫克 (1953-1997) 的名字命名，被IUCN列為極危保育類動物，分布於西太平洋新加坡及印尼海域，深度可達70公尺，本魚體型呈三角形，長度大於寬度，噴水孔位於眼之近後方，尾部與軀幹部不易區分，外形介於鯊類與鱝類之間，背鰭2個，吻長而呈戟狀的吻，口微微彎曲，上顎靠近聯合處有明顯的凹陷，下顎有明顯的凸起；上顎齒列32-39，胸鰭前緣波浪形非常強烈，背部深綠灰色且有明顯的白色斑點，眼眶間有深色十字形斑紋，身體邊緣有明顯的白色邊框，吻端無深色斑點，體長可達81公分，棲息於大陸棚的近岸軟底質及珊瑚礁海域，為底棲性魚類，肉食性，卵胎生，生活習性不明。